# Hin Vordende Sod & Sø
Hin Vordende Sod & Sø — дебютный полноформатный студийный альбом норвежской группы Ásmegin, выпущенный в 2003 году лейблом Napalm Records. Три композиции альбома, а также его обложка и название связаны с пьесой Генрика Ибсена Пер Гюнт.

## Название альбома
Название альбома Hin Vordende Sod & Sø (что можно перевести с норвежского как А может, сгодится он на бульон?) взято из пьесы Генрика Ибсена Пер Гюнт из сцены, где Пер оказывается в пещере короля троллей, а троллихи-ведьмы пытаются его съесть и спрашивают друг друга: А может, сгодится он на бульон? А может, ему подойдёт сковородка? и так далее.

## Оформление альбома
Фотографии для буклета диска были сделаны известным фотографом Эмилем Максимилианом Эшли, ранее работавшим с Myriads, Tristania и Trail of Tears. На этих фотографиях можно видеть участников группы, одетых в одежды жителей норвежских деревень конца XIX века. На обложке альбома изображён суп, который ведьма-троллиха хочет сварить из Пера и накормить им своих маленьких троллей детей.

## Список композиций
| №   | Название                        | Текст песни         | Музыка                               | Длительность |
| --- | ------------------------------- | ------------------- | ------------------------------------ | ------------ |
| 1.  | «Af Helvegum»                   | Marius Olaussen     | Marius Olaussen                      | 2:46         |
| 2.  | «Bruderov Paa Hægstadtun»       | Marius Olaussen     | Marius Olaussen                      | 3:43         |
| 3.  | «Huldrandans — Hin Grønnkledde» | Auðrvinr Sigurdsson | Marius Olaussen                      | 4:07         |
| 4.  | «Til Rondefolkets Herskab»      | Marius Olaussen     | Marius Olaussen                      | 4:04         |
| 5.  | «Over Ægirs Vidstragte Sletter» | Marius Olaussen     | Marius Olaussen                      | 3:44         |
| 6.  | «Slit Livets Baand»             |                     |                                      | 1:32         |
| 7.  | «Efterbyrden»                   | Marius Olaussen     | Marius Olaussen                      | 5:06         |
| 8.  | «Op Af Bisterlitjernet»         | Marius Olaussen     | Marius Olaussen                      | 3:41         |
| 9.  | «Vargr i Véum»                  | Marius Olaussen     | Marius Olaussen                      | 3:42         |
| 10. | «Blodhevn»                      | Marius Olaussen     | Marius Olaussen, Auðrvinr Sigurdsson | 6:19         |
| 11. | «Valgalder»                     | Auðrvinr Sigurdsson | Marius Olaussen, Auðrvinr Sigurdsson | 3:29         |

## Участники
- Bjørn Olav Holter — вокал
- Marius Olaussen — ритм-, лидер– и акустическая гитары, аккордеон, бэк-вокал на 8
- Raymond Håkenrud —  ритм– и лидер– гитары, гитарное соло на 5
- Tommy Brandt — ударные и перкуссия, бэк-вокал
- Tomas Torgersbråten — бас, бэк-вокал

### Приглашённые музыканты
- Lars A. Nedland — чистый вокал
- Anja Hegge Thorsen — норвежская цитра, варган, губная гармоника
- Oddrun Hegge — дополнительная норвежская цитра
- Lars Fredrik Frøislie —  фортепиано, меллотрон, дополнительные клавишные
- Sareeta — скрипка, женский вокал
- Anne Marie Hveding — «wood-nymph» chants, вокал
- Børge «Smuldra Glans» Finstad — перкуссия в композиции под номером 7
- Gunhild Førland — country flutes
- Nikolai Brandt — бэк-вокал

## Рецензии
- Alexander Ehringer. Рецензия (англ.). The Metal Observer (5 августа 2003). — . Дата обращения: 12 июля 2009. Архивировано из оригинала 30 марта 2012 года.
- Darklich. Рецензия (англ.). Tartarean Desire. — . Дата обращения: 12 июля 2009. Архивировано из оригинала 30 марта 2012 года.
- Jason Lawrence. Рецензия (англ.). Metal Review. — . Дата обращения: 12 июля 2009. Архивировано из оригинала 30 марта 2012 года.
- Cora. Рецензия (англ.). Morrigan's Pit (9 июля 2003). — . Дата обращения: 12 июля 2009. Архивировано из оригинала 23 октября 2008 года.
- Muxlow. Рецензия (англ.). Deadtide. Дата обращения: 12 июля 2009. Архивировано из оригинала 30 марта 2012 года.
- Ladd Everitt. Рецензия (англ.). Transcending the Mundane. Дата обращения: 12 июля 2009. Архивировано из оригинала 30 марта 2012 года.
- Рецензии (англ.). Encyclopaedia Metallum (The Metal Archives). Дата обращения: 12 июля 2009. Архивировано из оригинала 30 марта 2012 года.